# Liste der Wappen in der Provinz La Spezia

Lage der Provinz La Spezia in Italien

Die Liste der Wappen in der Provinz La Spezia beinhaltet alle in der Wikipedia gelisteten Wappen der Orte in der Provinz La Spezia in der Region Ligurien in Italien. In dieser Liste werden die Wappen mit dem Gemeindelink angezeigt. 

## Wappen der Provinz La Spezia

Provinz La Spezia

## Wappen der Gemeinden der Provinz La Spezia

Ameglia
Arcola
Beverino
Bolano
Bonassola
Borghetto di Vara
Brugnato
Calice al Cornoviglio
Carro
Carrodano
Castelnuovo Magra
Deiva Marina
Follo
Framura
La Spezia
Lerici
Levanto
Maissana
Monterosso al Mare
Ortonovo
Pignone
Porto Venere
Riccò del Golfo di Spezia
Riomaggiore
Rocchetta di Vara
Santo Stefano di Magra
Sarzana
Sesta Godano
Varese Ligure
Vernazza
Vezzano Ligure
Zignago